# Kiskunhalas
Kiskunhalas je mesto na Madžarskem, ki upravno spada pod podregijo Kiskunhalasi Županije Bács-Kiskun.